# Yaroslav Vasilyevich Smelyakov
Yaroslav Vasilyevich Smelyakov (tiếng Nga: Яросла́в Васи́льевич Смеляко́в, 26 tháng 12 năm 1912 (lịch mới: 8 tháng 1 năm 1913) – 21 tháng 11 năm 1972) – là nhà thơ, nhà phê bình, dịch giả Nga Xô Viết.

## Tiểu sử
Yaroslav Smelyakov sinh ở thành phố Lutsk (nay là Ukraina) trong một gia đình công nhân đường sắt. Tuổi nhỏ sống ở làng quê, sau chuyển đến Moskva. Năm 1931 tốt nghiệp trường trung học in và làm việc tại nhà máy in. Bắt đầu đăng thơ ở các tờ báo tường được các nhà thơ Mikhail Arkadyevich Svetlov, Eduard Bagritsky chú ý. Năm 1932 in tập thơ đầu Работа и любовь do chính ông tự tay xếp chữ ở nhà in. Năm 1934 do lời buộc tội không có căn cứ đã bị bắt đi cải tạo đến năm 1937. Tiếp đến là một số năm làm việc ở một số tờ báo.
Thời kỳ Thế chiến II Yaroslav Smelyakov làm lính trơn, chiến đấu tại mặt trận Karenlia, bị bắt làm tù binh ở Phần Lan và đến năm 1944 mới được ra tù. Sau chiến tranh ông lại bị bắt đi cải tạo một lần nữa. Chỉ đến năm 1956 mới được hưởng ân xá. Cũng trong năm này ông in câu chuyện thơ Строгая любовь viết về thế hệ trẻ thập niên 1920 được thừa nhận là một tác phẩm xuất sắc. Năm 1959 xuất bản tập thơ Разговор о главном và năm 1967 tập День России trở thành một hiện tượng thơ ca, được tặng Giải thưởng Nhà nước Liên Xô. Ngoài thơ ông còn viết phê bình và dịch các nhà thơ của các nước cộng hòa khác ra tiếng Nga.
Ngoài giải thưởng Nhà nước ông còn được tặng 3 huân chương khác của Nhà nước Liên Xô. Yaroslav Smelyakov mất ngày 21 tháng 11 năm 1972 ở thủ đô Moskva.

## Tác phẩm
- Работа и любовь, 1932
- Строгая любовь, 1956
- Разговор о главном, 1959

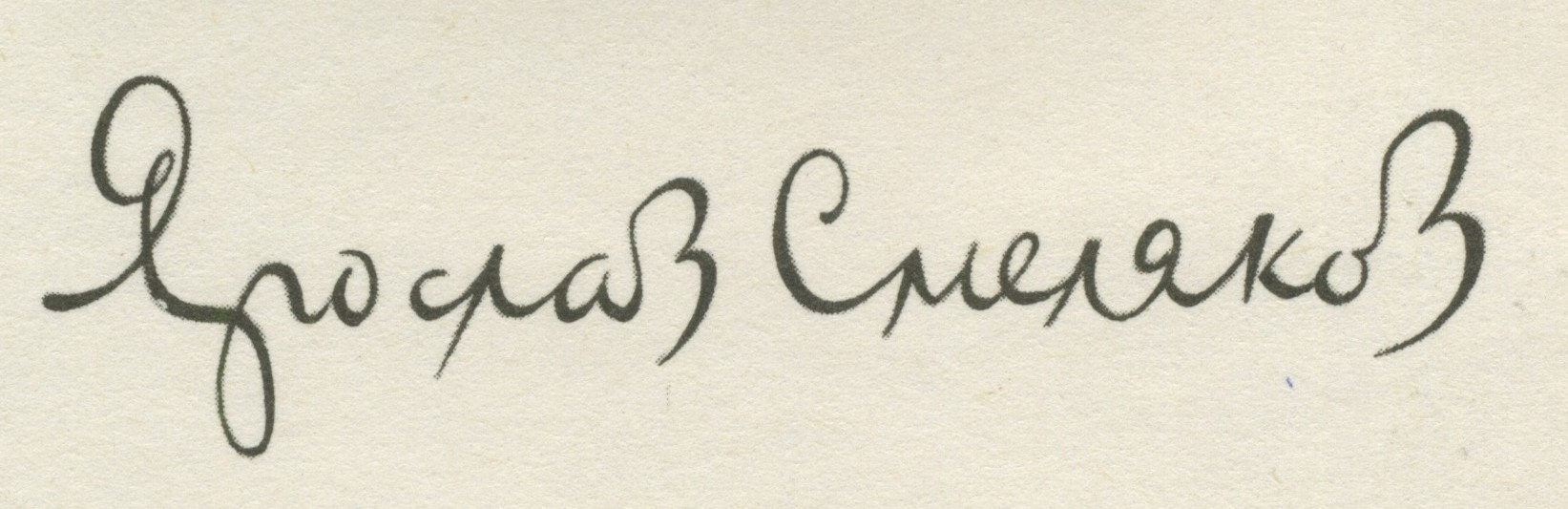
Chữ ký của Yaroslav Smelyakov

- День России (1967; Гос. премия СССР)
- Товарищ Комсомол, 1968
- Молодые люди, 1968
- Мое поколение, 1973
- Служба времени, 1975

## Một số bài thơ
| Người giờ đã xa xăm Đấy là người phụ nữ Người phụ nữ khi mà tôi Đã quên đi về những gì cay đắng Thì người nhẹ nhàng mang theo gánh nặng Của tình yêu và của nỗi buồn tôi. Ngọn gió với chiếc áo màu vàng đùa chơi Nhưng trông nàng ngay ngắn và chững chạc Trong trẻo và tinh khiết Tôi ngỡ nàng bây giờ là vợ của tôi! Bàn tay hất mái tóc một cách lơ đãng Đôi mắt không nhìn xuống Nàng bước đi trên đường Như mùa thu vừa sang Như cơn giống mùa hè bất ngờ ập đến. Tôi cảm thấy xấu hổ vô cùng Rằng đã từng sống gần nhau nhiều năm Với những công việc lăng xăng và bận rộn Khi đó tôi đã không nhìn ngắm Bằng ánh mắt tỉnh táo để mà xem! Hãy tha thứ cho tôi vì những quở trách đáng thương Vì ngọn lửa phát bùng một cách vô lý Vì những dòng thơ không hề suy nghĩ Hỡi người đẹp của tôi giờ đã xa xăm. Ngày xửa ngày xưa Ngày xửa ngày xưa khi chưa sinh thành Anh đã biết em, đã yêu, đã đợi Anh nghĩ ra em, khát khao hướng tới Em là nỗi buồn, lý tưởng của anh. Và em đến, nghe được nỗi chờ mong Biết được anh đã yêu từ trước đó Giống như hồi tưởng của thời thơ bé Từ thẳm sâu xa vắng của thời gian. Tin chắc rằng đấy hình bóng của anh Được tạo bởi một nỗi buồn hành hạ Không phải em – người anh đang ngắm nghía Mà trò chơi của ý nghĩ vô tình. Anh cám ơn sự tập luyện can trường Vì ý nghĩ của em, vì tất cả Vì tất cả những gì mà em Không chỉ là sự hiện thân nô lệ Không chỉ bản sao của ước mơ anh. Với đầy đủ sức mạnh của tinh thần Em xa xôi với những gì dối trá Như ánh chớp của những tinh cầu giả Rất cách xa đời thực của hành tinh. Và bây giờ anh đang đứng trước em Rất trinh bạch và chân thành đến vậy Đến muôn đời anh bị chinh phục bởi Vẻ đẹp dịu dàng say đắm của nhân gian. Người mộng mơ đừng xét đoán gì anh: Anh hôm nay mừng cho hai người đó Rằng cuộc đời này đã, đang và sẽ Cao hơn nhiều những tưởng tượng của anh. Bản dịch của Nguyễn Viết Thắng | Вот женщина Вот женщина, которая, в то время как я забыл про горести свои, легко несет недюжинное бремя моей печали и моей любви. Играет ветер кофтой золотистой. Но как она степенна и стройна, какою целомудренной и чистой мне кажется теперь моя жена! Рукой небрежной волосы отбросив, не опуская ясные глаза, она идет по улице, как осень, как летняя внезапная гроза. Как стыдно мне, что, живший долго рядом, в сумятице своих негромких дел я заспанным, нелюбопытным взглядом еще тогда ее не разглядел! Прости меня за жалкие упреки, за вспышки безрассудного огня, за эти непридуманные строки, далекая красавица моя. Давным-давно Давным-давно, еще до появленья, я знал тебя, любил тебя и ждал. Я выдумал тебя, мое стремленье, моя печаль, мой верный идеал. И ты пришла, заслышав ожиданье, узнав, что я заранее влюблен, как детские идут воспоминанья из глубины покинутых времен. Уверясь в том, что это образ мой, что создан он мучительной тоскою, я любовался вовсе не тобою, а вымысла бездушною игрой. Благодарю за смелое ученье, за весь твой смысл, за все - за то, что ты была не только рабским воплощеньем, не только точной копией мечты: исполнена таких духовных сил, так далека от всякого притворства, как наглый блеск созвездий бутафорских далек от жизни истинных светил; настолько чистой и такой сердечной, что я теперь стою перед тобой, навеки покоренный человечной, стремительной и нежной красотой. Пускай меня мечтатель не осудит: я радуюсь сегодня за двоих тому, что жизнь всегда была и будет намного выше вымыслов моих. |